# Micfalău
Micfalău (in ungherese Mikóújfalu) è un comune della Romania di 1891 abitanti, ubicato nel distretto di Covasna, nella regione storica della Transilvania.
Micfalău è divenuto comune indipendente nel 2004, staccandosi dal comune di Malnaș.